# Odder (nordisk mytologi)
 For alternative betydninger, se Odder. (Se også artikler, som begynder med Odder)
Odder er en dværg i nordisk mytologi. Søn af Reidmar og bror til Regin og Fafner. Han blev en dag, mens han forklædt som odder var ude for at fange laks, slået ihjel af Loke. Se fortællingen om familien i artiklen om Fafner.
| Nordisk mytologi | Spire Denne artikel om nordisk religion og mytologi er en spire som bør udbygges. Du er velkommen til at hjælpe Wikipedia ved at udvide den. |